# Маслов Сергій Іванович
Сергі́й Іва́нович Ма́слов (16 (28) листопада 1880, Ічня — 11 січня 1957, Київ) — український літературознавець, книгознавець, історик літератури і педагог. Професор (1935), член-кореспондент АН УРСР (1939). Брат українського етнографа та літературознавця Василя Маслова, батько радянського лінгвіста Юрія Маслова, хрещений батько українського театрознавця, педагога і театрального критика Валеріяна Дмитровича Ревуцького.

## Біографія
Народився 16 листопада (28 листопада) 1880 року в Ічні. Батько мав купецьке свідоцтво 2-ї гільдії, помер в 1894 році. У 1890—1898 роках навчався в Прилуцькій класичній чоловічій гімназії. У 1898—1899 роках навчався в Київському політехнічному інституті. У 1900 перейшов до Київського університету. За активну участь у студентському революційному русі Маслова було віддано в солдати серед 183-х студентів Київського університету і вислано до Луцька (1900). У цей час С. Маслов захопився народною творчістю, збирав матеріали для словника української мови, які пізніше використав Б. Грінченко. Після служби в 1901 році продовжив навчання і закінчив Київський університет (1907).
З 1914 року обіймав посаду приват-доцента Київського університету. Працював в університеті завідувачем кафедри історії російської мови та літератури, викладав на Вищих жіночих курсах, 1914 — 1917 — також у народних та робітничо-селянських університетах, Археологічному інституті, польській жіночій гімназії в Києві. Був секретарем Історичного товариства Нестора-літописця. 1921—1927 — член Комітету з охорони пам'яток старовини і мистецтва, з 1922 — дійсний член, з 1923 — позаштатний співробітник Українського наукового інституту книгознавства, згодом там же — голова Комісії з історії книги, 1926 — завідувач відділу стародруків Всенародної бібліотеки України (нині Національна бібліотека України імені В. І. Вернадського). 1939—1950 — завідувач відділу давніх української та російської літератур Інституту літератури ім. Т. Г. Шевченка АН УРСР.
З початком німецько-радянської війни, у липні 1941 року, Сергія Маслова було евакуйовано з майже 400-ми академіками, членами-кореспондентами та іншими науковими працівниками Академії наук УРСР до Уфи, столиці Башкирії.
Звання професора отримав у 1935 році; з 1948 року — доктор філологічних наук.

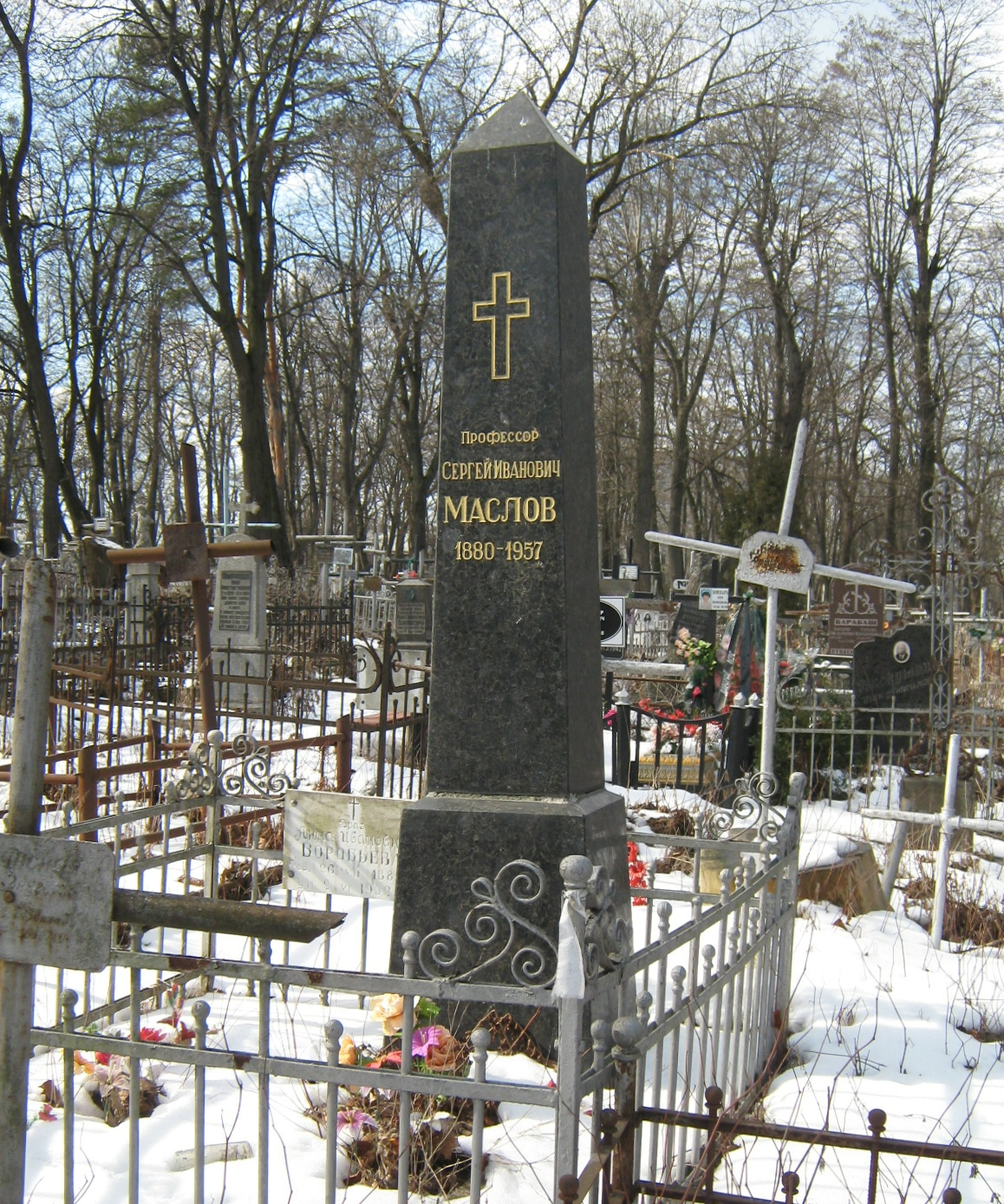
Могила Сергія Маслова

Помер 11 січня 1957 року. Похований у Києві на Лук'янівському цвинтарі (ділянка № 10, ряд 9, місце 4).

## Наукова робота
Перша наукова праця — «Лірники Полтавської і Чернігівської губерній» (1902). Автор численних досліджень з історії давніх української та російської літератур («Казанье Мелания Смотрицкого на честный погреб о. Леонтия Карповича», «Наука Леонтія Карповича в неділю перед Різдвом», «Описание рукописей Исторического общества Нестора летописца» (усі — 1908), «Обзор рукописей Библиотеки императорского университета св. Владимира» (1910), оглядів полемічної, драматичної, віршованої літератури 16 — 18 ст., праць з палеографії, бібліографістики, історії книгодрукування, фольклору, історії мови. Написав розвідку «Культурно-національне відродження на Україні в кінці XVI і першій половині XVII ст.» (1946), вступну статтю та коментарі до фототипічного видання 1800 «Слова о полку Ігоревім» (1950). Співредактор (з Є. Кирилюком) та один з авторів «Нарису історії української літератури» (1946), який ЦК КПУ піддав критиці за «буржуазний націоналізм». За висновками спеціалістів, праці Маслова є зразком дослідження давніх східнослов'яньких літератур, рукописної спадщини та історії українського книгодрукування. Свою наукову бібліотеку (11 тис. примірників) подарував Державній публічній бібліотеці УРСР.